# Jacqueline Poelman
Jacqueline Poelman (Países Bajos, 5 de octubre de 1973) es una atleta neerlandesa especializada en la prueba de 200 m, en la que consiguió ser medallista de bronce europea en pista cubierta en 2005.

## Carrera deportiva
En el Campeonato Europeo de Atletismo en Pista Cubierta de 2005 ganó la medalla de bronce en los 200 metros, con un tiempo de 23.42 segundos, tras la búlgara Ivet Lalova (oro con 22.91 segundos que fue récord nacional búlgaro) y la austriaca Karin Mayr-Krifka.